# حوزه انتخابیه دوازدهم پنسیلوانیا
حوزه انتخابیه دوازدهم پنسیلوانیا یک حوزه انتخابیه مجلس نمایندگان آمریکا است که در ایالت پنسیلوانیا قرار دارد.